# Gabriel Marić
Gabriel Marić, en serbio: Гаврило Марић, Gavrilo Marić; (Višnjićevo, Šid, entonces Reino de Yugoslavia hoy Serbia, 28 de junio de 1949 - Monasterio de Privina Glava, 21 de diciembre de 2017) fue el archimandrita, higúmeno de Monasterio de Privina Glava de la Iglesia ortodoxa de Serbia, desde el 2002. hasta 2017. ano.

## Biografía
Archimandrita, Gavrilo (Marić), nació en Višnjićevo cerca de Šid el 28 de junio de 1949. año y fue bautizado como Vidosav. Cuando tenía 13 años, dejó la casa de sus padres y vivió en varios monasterios devastados en Fruška Gora. En Macedonia, en 1963. Termino Facultad de Filosofía de la Universidad de Belgrado 1968. año. Fue ordenado monje y hierodiácono, y dos años más tarde, en 1969, hieromonje.
En 1978. año con la bendición del obispo de Srem, Vasilije Vadić, pasó a formar parte de la fraternidad en el Monasterio de Privina Glava. Su Eminencia el obispo de Srem, Sr. Vasilije, lo nombró abad del Monasterio de Privina Glava en 2002, después de la muerte de la abadesa Sofía.
Durante la consagración de la Iglesia de la Intercesión de la Santísima Madre de Dios en Monasterio de Privina Glava el 14 de octubre de 2005, el abad Gabriel recibió el derecho a llevar una cruz pectoral y el título de archimandrita.
Archimandrita Gabriel murió el jueves 21 de diciembre de 2017. año en el Monasterio de Privina Glava cerca de Šid.